# Michael Kollender

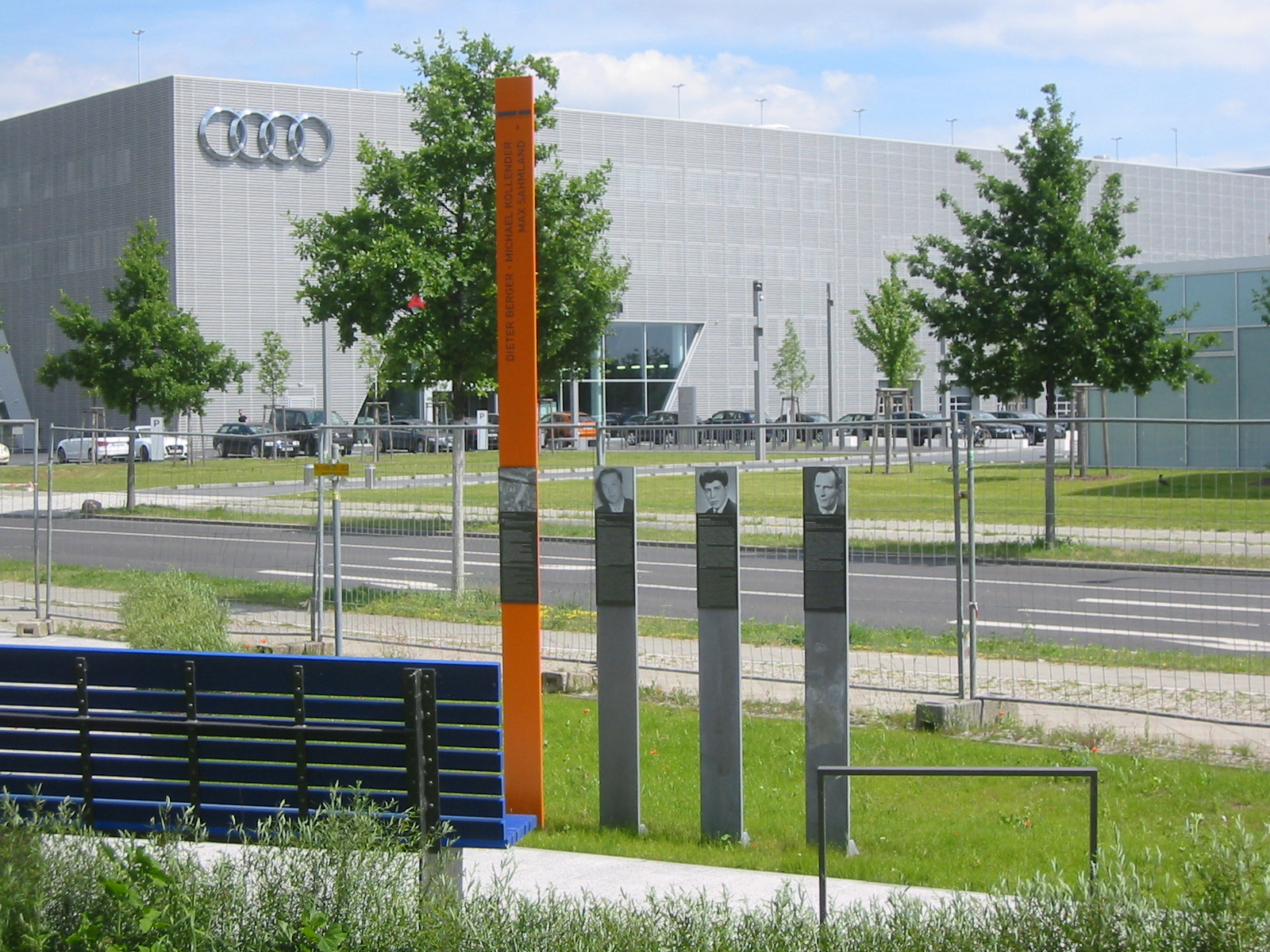
Tablica pamiątkowa ze zdjęciem Michaela Kollendera (druga od prawej) w pobliżu miejsca podjęcia próby ucieczki przy murze berlińskim.

Michael Kollender (ur. 19 lutego 1945 na Śląsku; zm. 25 kwietnia 1966 w Berlinie) – żołnierz NVA zastrzelony podczas dezercji mającej na celu ucieczkę do Berlina Zachodniego i zaliczany niniejszym do ofiar śmiertelnych Muru Berlińskiego.  

## Życiorys i okoliczności śmierci
Wraz z trójką młodszego rodzeństwa Kollender dorastał w saksońskim Oberlungwitz. Przed powołaniem do służby wojskowej w listopadzie 1965 r. pracował jako traktorzysta w znajdującej się w jednej z sąsiednich miejscowości bazie maszyn. Podczas służby w NVA odbywał szkolenie jako kanonier w przeciwlotniczym pułku artylerii rakietowej. W opinii przełożonych uchodził za krytycznie nastawionego do systemu i otwarcie nosił się z zamiarem ucieczki. 
Nocą 24 kwietnia 1966 r. pełnił służbę wartowniczą na posterunku niedaleko granicy przy terenie należących do jego jednostki dawnych zakładów lotniczych Hentschla we wschodnioberlińskiej dzielnicy Johannisthal. Decydując się spontanicznie na próbę ucieczki, uzbrojony i umundurowany opuścił posterunek, po czym przebiegając teren lotniska wspiął się na pierwszy z płotów zabezpieczających. Znajdujący się w odległości 100 – 200 metrów od Kollendera czterej żołnierze wojsk granicznych odkryli uciekającego i otworzyli niezwłocznie ogień, oddając łącznie ponad 100 strzałów. Kollender nie zaniechał jednak dalszej ucieczki kontynuując ja aż do momentu, kiedy osiągnął ostatnią z zapór drutu kolczastego. Chcąc zmusić uciekającego do zatrzymania się, dwóch wartowników otworzyło ogień zaporowy trafiając go przy tym dwa razy w głowę i wielokrotnie w górną część ciała. Ciężko rannego zaciągnięto następnie do jednego z umocnień, skąd zabrano go pół godziny później do szpitala Krankenhaus der Volkspolizei w okręgu Mitte, gdzie zmarł. 
Domniemany sprawca śmiertelnego postrzału otrzymał tego samego dnia nagrodę w postaci Medalu za przykładną służbę graniczną oraz awansu do stopnia starszego kaprala, pochwalono również pozostałych żołnierzy uczestniczących w strzelaninie. Oskarżenie przeciwko czterem sprawcom wniosła dopiero po zjednoczeniu Niemiec prokuratura państwowa w Berlinie, skazując jednego z żołnierzy na karę 9 miesięcy pozbawienia wolności w zawieszeniu. Sprawcę śmiertelnego postrzału ostatecznie uniewinniono w związku z jego zeznaniem rozpoznania w osobie Kollendera dezertera, co przyczyniło się do orzeczenia sądu o bezbłędnym działaniu wobec przypadku dezercji, uznawanej za przestępstwo również w państwie prawa.